# نورآمینیداز
نورآمینیداز (انگلیسی: Neuraminidase) دسته‌ای از آنزیم‌های گلیکوزید هیدرولاز هستند. نورآمینیداز باعث تخریب و شکسته شدن پیوندهای گلیکوزیدی نورامینیک اسید می‌شوند. نورآمینیدازها خانواده مهمی از آنزیمها هستند و در جانداران مختلفی یافت می‌شوند، یکی از شناخته شده‌ترین این خانواده نورآمینیداز ویروسها است که در بیماریزایی آن‌ها نقش مهمی دارد.